# سيريلية (نبات)
السيريلية (الاسم العلمي: Cyrillaceae) هي فصيلة من النباتات تتبع رتبة الخلنجيات من طائفة ثنائيات الفلقة.

## الأجناس
- السيريلة
- الكلفتونية
  - كلفتونية وحيدة الورقة